# بيتر براون (لاعب كرة قدم بريطاني)
بيتر براون (بالإنجليزية: Peter Brown)‏ (1 سبتمبر 1961 في المملكة المتحدة - ) هو لاعب كرة قدم بريطاني في مركزي الظهير والوسط. لعب مع تشيلسي ونادي بارنت ونادي ويمبلدون وTring Athletic F.C. ‏.